# 王覿
王覿（1036年—1103年），字明叟。泰州如皋人。
嘉祜四年（1059年）進士。皇佑三年與堂兄王觀拜胡瑗為師。熙宁初年任润州（今镇江）推官，後任蘇州（兩浙路）縣令，有惠政。官刑、户二部侍郎，御史中丞。知四川成都時，主持浚治“王公渠”。安置臨江軍，鬱憤而歿。《宋史》称其：“清修简淡，人莫见其嘉愠，持正论始终，再罹谴逐不少变。”有《内制》、《奏议》各30卷、《王龍圖文集》50卷。 